# 坂上敏彦
坂上敏彦（さかがみ としひこ、1955年12月9日 - ）は、日本の地質技術者、実業家、工学博士。川崎地質代表取締役を務めた。

## 人物・経歴
兵庫県出身。
1981年、大阪工業大学大学院工学研究科修了。
1981年 4月川崎地質株式会社入社。
2004年 3月大阪大学より学位授与。
2004年 4月川崎地質株式会社 事業本部技術推進部部長。
2005年12月川崎地質株式会社 技術本部技術企画部長。
2007年 3月川崎地質株式会社 理事技術本部技術企画部長。
2008年 3月川崎地質株式会社 理事西日本支社長。
2009年 2月川崎地質株式会社 執行役員西日本支社長。
2010年12月川崎地質株式会社 執行役員技術本部技術企画部長。
2013年 2月川崎地質株式会社 取締役兼常務執行役員。
2014年 2月川崎地質株式会社代表取締役社長

。2020年 特別顧問。